# 4번 염색체
4번 염색체는 인간의 염색체 중 하나이며 길이는 네 번째로 길다.

## 연관 질병
4번 염색체와 연관된 질병으로는 4번 염색체의 단완의 전부나 일부분에 위치하는 유전자들이 3번 나타나면서 심각한 정신 지체, 섭취나 호흡의 이상 등을 불러오는 4번 단완 삼염색체증과 4번 염색체 단완이 부분적으로 결실, 전좌되면서 발생하는 월프-허쉬호른 증후군 등이 존재한다.